# مکلمور
بن هگرتی (انگلیسی: Ben Haggerty؛ متولد ۱۹ ژوئن ۱۹۸۳)شناخته شده با نام حرفه‌ای مَکْلِمور (به انگلیسی: Macklemore) یا قبلتر پروفسور مکلمور رپر، و موسیقی‌دان آمریکایی است.
ترانه بازارچه خیریه وی در یوتیوب بیش از ۷۸۸ میلیون بار دیده شده است و همچنین در بیلبورد آمریکا به رتبه یک دست یافته است.
او که اهل سیاتل است فعالیت خود را در سال ۲۰۰۰ به عنوان یک هنرمند مستقل آغاز کرد و چشمانت را باز کن (۲۰۰۰), زبان جهان من (۲۰۰۵), و میکستیپ برنامه‌ریزی نشده (۲۰۰۹) را منتشر کرد. او در همکاری با رایان لوئیس به عنوان تهیه‌کننده به عنوان زوج مکلمور و رایان لوئیس (۲۰۰۹–۲۰۱۶) به موفقیت بین‌المللی رسید.
تک ترانه "مغازه سمساری (ترانه)" مکلمور و لوئیس (با حضور ونز) در سال ۲۰۱۳ به جایگاه اول بیلبورد هات ۱۰۰ رسید. این تک ترانه از سوی بیلبورد نخستین ترانه از سال ۱۹۹۴ خوانده شد که بدون حمایت یک لیبل اصلی موسیقی به فهرست ۱۰۰ ترانه پرمخاطب رسیده؛ به هر روی مکلمور در یک قرارداد نامعمول درصدی از درآمد نامی آن را برای تبلیغ تک ترانه‌هایش به واحد تبلیغات وارنر رکوردز می‌پردازد. تک ترانه دوم آنها، "نمی‌تواند ما را نگه دارد", نیز به اوج جایگاه اول هات ۱۰۰ رسید، که مکلمور و لوئیس را به نخستین زوج تاریخ این فهرست رسید که هر دو تک ترانه اولشان به این جایگاه برتر رسیده است. نخستین آلبوم استودیویی آنان، سرقت، در ۹ اکتبر ۲۰۱۲ منتشر شد و به جایگاه دوم بیلبورد ۲۰۰ رسید. این زوج در پنجاه و ششمین مراسم جایزه گرمی، چهار جایزه گرمی از جمله جایزه گرمی بهترین هنرمند جدید،  بهترین آلبوم رپ (سرقت), بهترین ترانه رپ و بهترین اجرای رپ ("مغازه سمسازی") را بردند. این بی نظمی یاغیانه ای که درست کرده‌ام، دومین آلبوم این زوج در ۲۶ فوریه ۲۰۱۶ منتشر شد.
از ترانه‌های دیگر آنها عشق یکسان است.
مکلمور به فعالیت خود در موسیقی ادامه داد و در سال 2017 آلبوم دیگری به نام This Unruly Mess I've Made به همراهی رایان لوئیس منتشر نمود. 
وی در سال 2017 آلبوم Gemini را به صورت انفرادی منتشر کرد.